# 长指指纹蛤
长指指纹蛤（学名：Acila fultoni），是弯锦蛤目银锦蛤科指纹蛤属的一种。主要分布于中国大陆，常栖息在水深78-1170米。